# Nacafita
La nacafita és un mineral de la classe dels fosfats. Rep el seu nom de la seva composició química.

## Característiques
La nacafita és un fosfat de fórmula química Na₂Ca(PO₄)F. Va ser aprovada com a espècie vàlida per l'Associació Mineralògica Internacional l'any 1979. Cristal·litza en el sistema monoclínic. La seva duresa a l'escala de Mohs és 3.
Segons la classificació de Nickel-Strunz, la nacafita pertany a «08.BO: Fosfats, etc. amb anions addicionals, sense H₂O, només amb cations de mida gran, (OH, etc.):RO₄ sobre 1:1» juntament amb els següents minerals: preisingerita, petitjeanita, schumacherita, atelestita, hechtsbergita, smrkovecita, kombatita, sahlinita, heneuïta, nefedovita, kuznetsovita, artsmithita i schlegelita.

## Formació i jaciments
Va ser descoberta l'any 1979 al mont Rasvumchorr, al massís de Khibini, (óblast de Múrmansk, Rússia). També ha estat descrita a altres indrets de l'óblast de Múrmansk, com el massís de Lovozero.